# Poveste de cartier
Poveste de cartier este un film românesc din 2008, regizat de Theodor Halacu-Nicon. Rolurile principale sunt interpretate de Sorinel Copilul de Aur, Monica Merișan, Augustin Viziru, Octavian Strunilă, Florin Călinescu, Romică Țociu și Cornel Palade. Filmul prezintă o poveste de dragoste imposibilă între doi tineri care fac parte din găști rivale, acțiunea desfășurându-se pe ritmuri de manele cântate de Sorinel Copilul de Aur, Monica Merișan și Jean de la Craiova.
Deși a fost vizionat de un număr mare de cinefili, Poveste de cartier a fost votat într-un sondaj organizat pe situl Cinemagia la începutul anului 2009 drept „cel mai prost film românesc al anului 2008”.

## Rezumat
Întors în București după un an de armată, Vio (Sorinel Copilul de Aur) află că situația în cartierul Pantelimon se schimbase prin apariția liderului interlop Davinci Stănescu (Florin Călinescu), „nașul tuturor nașilor și jupân de jupân”, care se îmbogățise din traficul de droguri și ajunsese să controleze toate afacerile din zonă. Vechii săi prieteni erau împărțiți acum în grupuri rivale care intraseră în conflict după ce Nic (Augustin Viziru), protejatul lui Davinci, încălcase teritoriul de acțiune a lui „Calu” (Octavian Strunilă), șeful găștii din care făcea parte și Vio, și începuse să distribuie droguri acolo. În perioada cât fiul său a lipsit, Titi Doinaș (Virgil Constantin), tatăl lui Vio, a pierdut o sumă mare de bani, precum și casa, în favoarea mafiotului Davinci. În timpul cât a lipsit, 
Vio își reia vechiul serviciu de chelner la restaurantul Baraca administrat de „Italianu” (Romică Țociu) și „Vrăjitoru” (Cornel Palade). Servind la nunta lui Nic cu Marcela (Andreea Doinea), el este prins de patronii localului în dansul Perinița și se sărută pasional cu Ramona (Monica Merișan), sora lui Nic. În mijlocul petrecerii, gașca lui Calu pătrunde în restaurant și fură mireasa. Scena este observată de Vio, care încearcă să-l oprească pe Calu, dar și de Avocata (Mădălina Ghițescu) care îl alertează pe Nic. Băieții lui Nic pornesc în urmărirea găștii lui „Calu”, cu care se întâlnesc pe terenul de sport al liceului din cartier. Calu amenință că îi taie gâtul miresei dacă Nic nu pleacă de pe teritoriul lui. Are loc o bătaie generală oprită de intervenția polițiștilor conduși de „Agentu” (Nicodim Ungureanu), în fața cărora cele două găști simulează că joacă un meci de fotbal. Bătaia este amânată pentru a doua noapte după nuntă. 
A doua zi după nuntă, Ramona vine la restaurant pentru a se întâlni cu Vio. Cei doi tineri își mărturisesc dragostea unul pentru celălalt. Ramona îi spune lui Vio că Davinci vrea s-o ia cu forța de nevastă, iar Nic îi ține hangul mafiotului. Auzindu-l pe Vio cântând în restaurant, „Italianu” și „Vrăjitoru” își dau seama că acesta are o voce extraordinară și decid să se lanseze toți trei în muzica de manele: Vio va cânta, „Italianu” va face playback pe scenă, iar „Vrăjitoru” va fi impresar. Cei doi patroni îl conving pe tânărul chelner că astfel își va putea recăpăta casa. Vio visează să-și deschidă o cârciumă la Mamaia, unde să cânte; el plănuiește să plece acolo împreună cu Ramona.
„Italianu” și „Vrăjitoru” se duc la Davinci pentru a-l ruga să finanțeze înregistrarea unui CD, dar liderul interlop decide să fie el cel care face playback și nu Italianu. Vio și Ramona sunt aduși într-un studio amenajat chiar în fosta casă a tânărului chelner, unde înregistrează mai multe melodii cu care Davinci vrea să participe la concursul „Maneaua de aur”. Nemulțumiți de faptul că mafiotul le-a suflat afacerea, „Italianu” și „Vrăjitoru” sabotează însă playback-ul lui Davinci de la concurs, provocând huiduielile publicului.
În aceeași seară, găștile lui Nic și Calu se întâlnesc pe un teren viran unde încing o bătaie cu bâte și cuțite. Venit în fugă de la concurs, Vio încearcă fără succes să-i despartă. „Calu” este înjunghiat, iar Vio împlântă cuțitul în burta lui Nic. În timp ce rivalii agonizează, toți ceilalți bătăuși o iau la fugă. După bătaie, Davinci le dă membrilor găștii lui Nic un pistol cu care să-l răzbune pe cel ucis. Marcela se duce la locul unde se afla gașca lui „Calu” și îi transmite lui Vio că Davinci a ucis-o pe Ramona. Tânărul aleargă la locuința ei, unde este împușcat de „Avocata” imediat după ce și-a întâlnit iubita. Rămasă lângă cadavrul iubitului său, Ramona îl jelește și îi bleastămă pe ucigași.

## Distribuție
- Sorinel Copilul de Aur — Viorel („Vio”) Doinaș, un tânăr întors în cartier după un an de armată, chelner la restaurantul „Baraca”
- Monica Merișan — Ramona, sora lui Nic, iubita lui Vio
- Augustin Viziru — Nic, interlop, protejatul lui Davinci
- Mădălina Ghițescu — „Avocata”, membră a găștii lui Nic
- Octavian Strunilă — „Calu”, mecanic auto și interlop, șeful găștii din care făcea parte Vio
- Jean de la Craiova — el-însuși, invitatul special de la concursul „Maneaua de aur”
- Cornel Palade — „Vrăjitoru”, coproprietarul restaurantului „Baraca”
- Romică Țociu — „Italianu”, coproprietarul restaurantului „Baraca”
- Florin Călinescu — Davinci Stănescu, liderul interlop din cartierul Pantelimon, traficant de droguri
- Andreea Doinea — Marcela, iubita lui Nic
- Adriana Nicolae — Paula, rockeriță, fosta iubită a lui „Calu”
- Nicodim Ungureanu — „Agentu”, un agent de poliție de la secția din cartierul Pantelimon
- Radu Rupiță — „Puștiu”, DJ la Radio Melodia
- Cătălin Mancafa — Mitu, membru al găștii lui „Calu”
- Cristian Trașcă — „Vierme”, membru al găștii lui Nic
- Virgil Constantin — nea Titi Doinaș, lăutar bătrân, tatăl lui Vio
- Cornelia Dana Șuler — funcționara de la gară
- Anca Ionilete — blonda sexy pe care „Calu” i-o face cadou lui Vio
- Simona Bădulescu — nevasta lui Mitu
- Gheorghe Gheorghiu — orbul de la covrigărie
- Eugen Valentin — „Gigantu”, membru al găștii lui „Calu”
- Cristina Ioana — cântăreața de la nunta lui Nic
- Andrei Sever — puștiul de liceu
- Maria Miroiu — baba tocilarului
- Nicoleta Ion — vânzătoare din piață 1 (menționată Ion Nicoleta)
- Cristina Pană — vânzătoare din piață 2 (menționată Pană Cristina)
- Sterian Mirică — tocilarul care fabrică cuțitele
- Andreea Posea — o colegă a Ramonei de la covrigărie
- Aurelian Oprea — Poamă, afaceristul care-i este dator lui Davinci
- Ion Stoicescu — bătrânelul romantic
- Cornelia Tudor — bătrânica romantică
- Valentin Rupiță — „gorila” lui Davinci 1 (menționat Vali Rupiță)
- Migdale — „gorila” lui Davinci 2
- Bruno Neagu — agent de poliție

## Producție
Poveste de cartier a fost inspirat de celebrul musical hollywoodian West Side Story (în traducere Poveste din cartierul de vest), care i-a avut în distribuție pe Natalie Wood și Richard Breymer și a obținut 10 premii Oscar. El s-a vrut a fi o variantă românească a filmului american.
Filmul a fost produs de Eurofilm Art, cu sprijinul Centrului Național al Cinematografiei. Filmările au avut loc în perioada martie – aprilie 2006, timp de patru săptămâni, și s-au desfășurat în București (la Hotelul Bulevard, Palatul Bragadiru, pe terase de bloc din zona Iancului și Brâncoveanu, în Parcul Bazilescu etc.), precum și în Studiourile MediaPro din Buftea.
Rolurile principale au fost interpretate de doi debutanți, cântărețul de manele Sorinel Copilul de Aur (pe numele real Sorin Alecu) și adolescenta Monica Merișan. Ei au fost aleși de regizorul Theodor Halacu Nicon tocmai din cauză că erau foarte tineri și puteau exprima mai ușor dragostea dintre cele două personaje: „Ceea ce am căutat în ei este inocența pe care o au doi tineri când se îndrăgostesc, ceea ce de obicei se vede pe fețele lor. I-am lăsat să se desfășoare și să arate că se iubesc, deși abia s-au cunoscut, dar simt lucrul asta pentru că amândoi sunt tineri, la începutul vieții și cred că sunt foarte aproape de prima iubire, iar asta contează foarte mult. E foarte greu de exprimat pe ecran prima iubire cu doi actori maturi care încearcă să se prefacă; Monica și Sorinel au jucat-o din instinct.” În rolurile secundare au jucat actori cunoscuți precum Florin Călinescu și cuplul de comici Romică Țociu și Cornel Palade (care au debutat într-un film de lungmetraj).
Regizor secund a fost Virgil Nicolaescu. Melodiile originale au fost compuse de Dan Bursuc. Coregrafia a fost regizată de coregraful Silvia (Bordo). Cascadoriile au fost coordonate de Răzvan Puiu. Cadrele filmate au fost prelucrate în studiourile Kodak Cinelabs România. Pe genericul de final este trecut 2007 ca an al producției.
Monica Merișan avea 16 ani la data turnării acestui film. Ea a devenit cunoscută prin rolul jucat și prin manelele cântate, dintre care cea mai cunoscută piesă a fost „Buzele tale, două petale”, cântată în duet cu partenerul ei din film, Sorinel Copilul de Aur. După acest film, Monica Merișan a renunțat să mai cânte manele. Într-un interviu din noiembrie 2012, ea a declarat că acea muzică nu o caracterizează și că vrea să lase în urmă trecutul. Ea a participat la concursul Vocea României, afirmând că-și dorește să cânte „muzică bună”.

## Conținutul vulgar și violent al filmului
Filmul a fost difuzat de postul de televiziune PRO TV în 21 septembrie 2008, începând cu ora 20.30, cu semnul de avertizare „interzis persoanelor sub 12 ani”. Membrii Consiliului Național al Audiovizualului au apreciat că filmul conține 13 scene în care sunt folosite expresii vulgare și licențioase, trei scene de violență și o scenă de sex. În funcție de acest conținut, filmul a fost încadrat în categoria producțiilor interzise persoanelor în vârstă de sub 15 ani. Ca urmare, prin Decizia C.N.A. nr. 52/2003, postul de televiziune PRO TV a fost sancționat cu somație publică.

## Recepție
Filmul Poveste de cartier s-a situat pe locul 5 în clasamentul filmelor românești ale anului 2008 (în funcție de numărul de spectatori). Cu toate acestea, într-un sondaj de la începutul anului 2009, care a avut loc timp de șase săptămâni pe situl Cinemagia, Poveste de cartier a fost votat drept „cel mai prost film românesc al anului 2008” (cu 2903 voturi, filmul de pe locul doi, Supraviețuitorul, primind numai 819 voturi), realizarea sa fiind catalogată de cinefili drept „cea mai gravă gafă din 2008” (cu 1230 voturi). Interpretările lui Florin Călinescu (1229 de voturi) și a cuplului Romică Țociu - Cornel Palade (709 voturi) au fost votate drept cele mai slabe interpretări din filmele românești ale anului 2008.
Majoritatea cronicarilor de film români au ignorat această producție cinematografică, iar o parte mică au menționat numai apariția filmului. Iulia Blaga l-a etichetat drept „un film pentru maneliști”.